# Tercera División de Chile 1999
El Campeonato Oficial de Tercera División de Chile de 1999 fue la 19.º versión torneo de la categoría.
Participaron 29 equipos que lucharon por obtener un cupo para la Primera B, el que al final de la temporada recaería en el equipo de Deportes Talcahuano, quien por primera vez en su historia obtenía el título del tercer nivel del fútbol chileno.

## Movimientos divisionales
| Pos | a Primera B de Chile 1999    |
| --- | ---------------------------- |
| 1º  | Deportes Colchagua (Campeón) |

| Pos | a Tercera División de Chile 1999 |
| --- | -------------------------------- |
| 1º  | Hosanna                          |
| 2º  | Estrella de Chile                |

| Pos | Aceptados en Tercera División de Chile 1999 |
| --- | ------------------------------------------- |
| -   | Deportes Copiapó                            |
| -   | Santa María de los Ángeles                  |
| -   | Unión Deportiva Española                    |
| -   | Colo Colo Juniors (Filial)                  |
| -   | Huachipato B (Filial)                       |
| -   | Santiago Wanderers B (Filial)               |
| -   | Universidad Católica B (Filial)             |

| Pos | Regresa a la Competencia. |
| --- | ------------------------- |
| -   | Quintero Unido            |

| Pos | desde Primera B de Chile 1998 |
| --- | ----------------------------- |
| 16º | Regional Atacama              |

| Pos      | a Cuarta División de Chile 1999                      |
| -------- | ---------------------------------------------------- |
| 13° (ZN) | Deportes San Bernardo                                |
| 13° (ZS) | Juventud 2000 (Retornó a su asociación de origen)    |
| 14° (ZN) | Malloco Atlético (Retornó a su asociación de origen) |
| 14° (ZS) | Arturo Prat de Hualañé                               |
| 15° (ZN) | Luis Matte Larraín                                   |

| Pos      | a Asociación de Origen        |
| -------- | ----------------------------- |
| 3° (LAS) | Iberia                        |
| 5° (ZN)  | Deportivo Polpaico            |
| 5° (ZS)  | Universidad San Sebastián     |
| 11° (ZN) | Unión Municipal de La Florida |

## Equipos participantes
| Equipo                     | Ciudad                     |
| -------------------------- | -------------------------- |
| Barnechea                  | Lo Barnechea               |
| Colo Colo Juniors          | Macul                      |
| Constitución Unido         | Constitución               |
| Curicó Unido               | Curicó                     |
| Deportes Copiapó           | Copiapó                    |
| Deportes La Ligua          | La Ligua                   |
| Deportes Lota              | Coronel                    |
| Deportes Maipo             | Maipo                      |
| Deportes Santa Cruz        | Santa Cruz                 |
| Deportes Talcahuano        | Talcahuano                 |
| Estrella de Chile          | Pudahuel                   |
| Ferroviarios               | Estación Central           |
| General Velásquez          | San Vicente de Tagua Tagua |
| Hosanna                    | La Pintana                 |
| Huachipato B               | Talcahuano                 |
| Malleco Unido              | Angol                      |
| Municipal Las Condes       | Las Condes                 |
| Quintero Unido             | Quintero                   |
| Regional Valdivia          | Valdivia                   |
| San Antonio Unido          | San Antonio                |
| San Luis                   | Quillota                   |
| Santa María de los Ángeles | Los Ángeles                |
| Santiago Wanderers B       | Valparaíso                 |
| Trasandino                 | Los Andes                  |
| Unión Comercial            | Hualañé                    |
| Unión Deportiva Española   | Temuco                     |
| Unión La Calera            | La Calera                  |
| Universidad Católica B     | Vitacura                   |
| Valle del Elqui            | Vicuña                     |

## Primera fase
Los 29 equipos fueron divididos en dos grupos mediante el sistema todos contra todos. Los seis primeros pasan a la segunda fase por el Ascenso.

### Grupo Norte
| Pos | Equipo               | PJ | PG | PE | PP | GF | GC  | Dif  | Pts |
| --- | -------------------- | -- | -- | -- | -- | -- | --- | ---- | --- |
| 1   | Unión La Calera      | 27 | 18 | 8  | 1  | 71 | 21  | +50  | 62  |
| 2   | San Luis             | 28 | 18 | 5  | 5  | 71 | 29  | +42  | 59  |
| 3   | Trasandino           | 28 | 16 | 8  | 4  | 57 | 21  | +36  | 56  |
| 4   | Univ. Católica B     | 28 | 16 | 3  | 9  | 82 | 42  | +40  | 51  |
| 5   | Deportes Copiapó     | 28 | 16 | 2  | 10 | 66 | 44  | +22  | 50  |
| 6   | Barnechea            | 28 | 13 | 9  | 6  | 68 | 33  | +35  | 48  |
| 7   | Valle del Elqui      | 28 | 15 | 3  | 10 | 65 | 32  | +33  | 48  |
| 8   | San Antonio Unido    | 28 | 13 | 7  | 8  | 53 | 40  | +13  | 46  |
| 9   | Stgo Wanderers B     | 28 | 12 | 5  | 11 | 51 | 56  | -5   | 41  |
| 10  | Municipal Las Condes | 28 | 7  | 6  | 15 | 44 | 68  | -24  | 27  |
| 11  | Ferroviarios         | 28 | 7  | 6  | 15 | 42 | 70  | -28  | 27  |
| 12  | Hosanna              | 26 | 7  | 4  | 15 | 33 | 66  | -33  | 25  |
| 13  | Quintero Unido       | 28 | 7  | 3  | 18 | 41 | 72  | -31  | 24  |
| 14  | Deportes La Ligua    | 28 | 6  | 2  | 20 | 38 | 87  | -49  | 20  |
| 15  | Estrella de Chile    | 27 | 0  | 3  | 24 | 18 | 122 | -104 | 3   |

PJ = Partidos Jugados; G = Partidos Ganados; E = Partidos empatados; P = Partidos perdidos; GF = Goles a favor; GC = Goles en contra; DIF = Diferencia de goles; Pts = Puntos

### Grupo Sur
| Pos | Equipo                     | PJ | PG | PE | PP | GF | GC | Dif | Pts |
| --- | -------------------------- | -- | -- | -- | -- | -- | -- | --- | --- |
| 1   | Deportes Talcahuano        | 26 | 19 | 3  | 4  | 73 | 26 | +47 | 60  |
| 2   | Colo-Colo Junior           | 26 | 16 | 7  | 3  | 63 | 18 | +45 | 55  |
| 3   | General Velasquez          | 26 | 14 | 4  | 8  | 48 | 34 | +12 | 46  |
| 4   | Deportes Lota              | 26 | 14 | 4  | 8  | 51 | 42 | +9  | 46  |
| 5   | Deportes Santa Cruz        | 26 | 12 | 9  | 5  | 46 | 32 | +12 | 45  |
| 6   | Malleco Unido              | 26 | 12 | 9  | 5  | 41 | 27 | +14 | 45  |
| 7   | Unión Deportiva Española   | 26 | 11 | 10 | 5  | 42 | 28 | +14 | 43  |
| 8   | Huachipato B               | 26 | 12 | 5  | 9  | 49 | 34 | +15 | 41  |
| 9   | Constitución Unido         | 26 | 12 | 5  | 9  | 51 | 38 | +13 | 41  |
| 10  | Deportes Maipo             | 26 | 5  | 6  | 15 | 29 | 47 | -18 | 21  |
| 11  | Curicó Unido               | 26 | 5  | 5  | 16 | 29 | 70 | -41 | 20  |
| 12  | Unión Comercial Hualañe    | 26 | 4  | 5  | 17 | 33 | 71 | -38 | 17  |
| 13  | Santa María de los Ángeles | 26 | 3  | 4  | 19 | 45 | 89 | -44 | 13  |
| 14  | Regional Valdivia          | 26 | 3  | 4  | 19 | 26 | 70 | -44 | 13  |

PJ = Partidos Jugados; G = Partidos Ganados; E = Partidos empatados; P = Partidos perdidos; GF = Goles a favor; GC = Goles en contra; DIF = Diferencia de goles; Pts = Puntos
|  | Clasifica a la segunda fase |

## Segunda fase
Los 12 equipos fueron divididos en dos grupos mediante el sistema todos contra todos. El primer lugar clasifica a la final por el Ascenso.

### Grupo Norte
| Pos | Equipo           | PJ | PG | PE | PP | GF | GC | Dif | Pts |
| --- | ---------------- | -- | -- | -- | -- | -- | -- | --- | --- |
| 1   | Unión La Calera  | 2  | 1  | 1  | 0  | 3  | 1  | +2  | 4   |
| 2   | San Luis         | 2  | 1  | 1  | 0  | 2  | 0  | +2  | 4   |
| 3   | Barnechea        | 2  | 1  | 0  | 1  | 6  | 4  | +2  | 3   |
| 4   | Trasandino       | 2  | 1  | 0  | 1  | 6  | 5  | +1  | 3   |
| 5   | Deportes Copiapó | 2  | 1  | 0  | 1  | 2  | 2  | 0   | 0   |
| 6   | Univ. Católica B | 2  | 0  | 0  | 2  | 2  | 11 | -9  | 0   |

### Grupo Sur
| Pos | Equipo              | PJ | PG | PE | PP | GF | GC | Dif | Pts |
| --- | ------------------- | -- | -- | -- | -- | -- | -- | --- | --- |
| 1   | Deportes Talcahuano | 2  | 2  | 0  | 0  | 6  | 1  | +5  | 6   |
| 2   | Colo-Colo Junior    | 2  | 1  | 0  | 1  | 5  | 4  | +1  | 3   |
| 3   | Deportes Santa Cruz | 2  | 1  | 0  | 1  | 5  | 5  | 0   | 3   |
| 4   | Malleco Unido       | 2  | 1  | 0  | 1  | 4  | 4  | 0   | 3   |
| 5   | General Velásquez   | 2  | 1  | 0  | 1  | 2  | 4  | -2  | 3   |
| 6   | Deportes Lota       | 2  | 0  | 0  | 2  | 1  | 5  | -4  | 0   |

|  | Clasifica a la final |

### Final

#### Partidos
| 5 de diciembre de 1999 | Unión La Calera | 2:0 | Deportes Talcahuano | Nicolás Chahuán Nazar, La Calera |  |

| 8 de diciembre de 1999 | Deportes Talcahuano | 3:2 | Unión La Calera | Las Higueras, Talcahuano |  |

#### Partido de Desempate
| 16 de diciembre de 1999 | Deportes Talcahuano | 1:0 | Unión La Calera | Jorge Silva Valenzuela, San Fernando |  |

## Campeón
| Campeón Deportes Talcahuano   |
| Asciende a Primera B de Chile |